# Jon Lech Johansen
Jon Lech Johansen (Harstad, 18 de noviembre de 1983), alias DVD Jon, es un hacker noruego que estuvo implicado en el desarrollo del programa DeCSS. En el año 2002 fue llevado a juicio en su país por ello, pero no se le halló culpable de ningún comportamiento ilegal. El 5 de marzo de 2003 tuvo lugar un segundo juicio con idéntico resultado.
Fue el encargado de hackear los códigos de DVD para hacer posible su piratería.

## Juicio
El proceso fue dirigido por Økokrim, una unidad noruega de investigación y persecución de crímenes económicos, tras una queja de la Asociación de control de copia del DVD (DVD Copy Control Association, DVD-CCA) de los Estados Unidos y la Asociación cinematográfica estadounidense (Motion Picture Association, MPAA). J. L. Johansen negó haber escrito el código de descifrado de DeCSS, y afirmó que esa parte del proyecto fue iniciada por alguien de Alemania.
Su defensa fue apoyada por la Fundación Fronteras Electrónicas (EFF). El juicio fue abierto en el juzgado del distrito de Oslo el 9 de diciembre de 2002 con una petición de una pena máxima de dos años en prisión para Johansen. Terminó absuelto. La defensa argumentó que no había accedido ilegalmente a la información de terceras personas, puesto que J. L. Johansen era el dueño del DVD. También dijeron que, según la ley noruega, es legal hacer copias de datos para uso personal. El veredicto fue pronunciado el 7 de enero de 2003 exonerando a Johansen de todos los cargos.
El fallo del tribunal de primera instancia fue recurrido por Økokrim el 20 de enero de 2003 y el 
28 de febrero el tribunal de apelaciones aceptó revisar el caso. El 5 de marzo el tribunal decidió que los argumentos de la industria cinematográfica merecían la repetición del juicio.
El segundo juicio a Johansen por DeCSS comenzó en Oslo el 2 de diciembre de 2003 y terminó en absolución el 22 de diciembre de 2003. Økokrim anunció el 2 de enero de 2004 que no apelaría la sentencia.

## Cronología

### 2003
En noviembre de 2003, liberó QTFairUse, un programa de código abierto que volcaba la salida "en crudo" (raw) de un flujo QuickTime AAC a un fichero, lo cual era un modo de saltarse la gestión digital de derechos (DRM): un programa usado para cifrar el contenido de la música desde medios como los distribuidos por iTunes, la tienda de música en línea de Apple. Pese a que los ficheros AAC resultantes eran imposibles de leer para la mayoría de los reproductores de música en aquel momento, representó el primer intento de saltarse las restricciones digitales de Apple. Uno de los programas capaces de reproducir esos ficheros es foobar2000.

### 2004
Johansen es ahora un desarrollador de VideoLAN, y ha practicado ingeniería inversa sobre FairPlay y escrito documentos de ayuda sobre VLC's FairPlay. Está disponible desde enero, pero la primera versión en incluir soporte para FairPlay es la VLC 0.7.1 (liberada el 2 de marzo).
En abril de 2004, liberó otro programa: DeDRMS. Escrito en C#, este programa de 230 líneas también sirve para eliminar la prohibición de copia.
Johansen no se detuvo ahí. El 7 de julio de 2004 liberó FairKeys, un programa que puede ser usado para obtener claves que necesita DeDRMS para los servidores de la tienda iTunes Music Store. El 12 de agosto, anunció en su sitio web que había burlado el cifrado del AirPort Express de Apple, que permite a los usuarios enviar datos MPEG4 en archivos Apple Lossless a sus AirPort Express.
El 25 de noviembre de 2004 liberó un programa que permite a los usuarios de Linux (vía VLC) visualizar archivos de vídeo codificado con el códec propiedad de Microsoft WMV9. Con las protecciones de Microsoft rotas, a partir de entonces los usuarios de Linux podrían ver contenido WMV9 de alta calidad, lo cual antes había sido imposible. Microsoft ha estado presionando para que su codec sea incluido en el próximo estándar del DVD.

### 2005
En marzo de 2005, publicó PyMusique, un programa Python que permite la descarga de archivos comprados en iTunes sin protección DRM.
En 26 de junio de 2005, Johansen modificó el reproductor de vídeo de Google incrustado en el navegador (el cual estaba basado en el reproductor libre VLC media player) en menos de 24 horas tras su lanzamiento para permitir reproducir vídeos no alojados en servidores de Google. La importancia de la modificación ha sido exagerada por los medios de comunicación en Internet.
Johansen sale en el documental Info wars.
También ha practicado ingeniería inversa sobre el protocolo de comunicación usado por el reproductor de MP3 JazPiper, permitiendo a usuarios de Linux y BeOS usar sus reproductores Piper.

### 2006
El 8 de enero de 2006, anuncia que tratará de hackear la protección de los futuros sucesores del DVD: el HD DVD y el Blu-ray. Estos formatos vendrán con un sistema de cifrado conocido como AACS. Incluso anuncia en la página web del proyecto la fecha en la que espera haber conseguido su objetivo.
También en octubre, Johansen y DoubleTwist Ventures anunciaron que ellos habían descifrado mediante ingeniería inversa el sistema DRM de Apple para iTunes, llamado FairPlay. En vez de permitir a la gente eliminar el sistema de gestión derechos, DoubleTwist permitiría licenciar la capacidad de usar el sistema FairPlay a las compañías que quieren ofrecer sus medios para ser reproducidos en el iPod sin tener que firmar un acuerdo de distribución con Apple.

### 2007
“DVD Jon" hackea el iPhone el día después de su lanzamiento
[ 05/07/2007 - 08:00 CET ]
El super hacker noruego Jon Lech Johansen, también conocido como “DVD Jon", ha diseñado un truco que permite usar el teléfono iPhone sin necesidad de suscribirse a un operador telefónico.
Diario Ti: En su sitio web, Johansen explica la forma de usar el iPhone de Apple como un iPod y navegador con WiFi, sin necesidad de activarlo mediante una suscripción ni tarjeta SIM.
La novedad para el caso de “DVD-Jon" es que en la eventualidad de que Apple optara por actualizar el iPhone, la funcionalidad offline desaparecería si el teléfono no ha sido activado. El hack de Johansen permitiría conservar tal funcionalidad en caso de que Apple decidiera desactivarla.
En principio, el iPhone es comercializado con una suscripción a AT&T. Al desactivarse el modo de suscripción, claro está, el teléfono no puede ser usado para hacer llamadas telefónicas.
“He encontrado una forma de activar un iPhone totalmente nuevo, que anteriormente no ha sido activado, sin regalar dinero ni entregar información personal a AT&T".
.